# Lernavan
Lernavan är en ort i Armenien.   Den ligger i provinsen Lori, i den nordvästra delen av landet, 70 kilometer norr om huvudstaden Jerevan. Lernavan ligger 1 778 meter över havet och antalet invånare är 1 517.
Terrängen runt Lernavan är kuperad. Närmaste större samhälle är Spitak, 10,2 kilometer nordost om Lernavan.
Trakten runt Lernavan består i huvudsak av gräsmarker. Runt Lernavan är det ganska tätbefolkat, med 60 invånare per kvadratkilometer.